# Marmarth
Marmarth è un centro abitato (city) degli Stati Uniti d'America, situato nella Contea di Slope, nello Stato del Dakota del Nord. Nel censimento del 2000 la popolazione era di 140 abitanti. La città è stata fondata nel 1907.

## Geografia fisica
Secondo i rilevamenti dell'United States Census Bureau, la località di Marmarth si estende su una superficie di 6,60 km², tutti occupati da terre.

## Popolazione
Secondo il censimento del 2000, a Marmarth vivevano 140 persone, ed erano presenti 35 gruppi familiari. La densità di popolazione era di 21 ab./km². Nel territorio comunale si trovavano 101 unità edificate. Per quanto riguarda la composizione etnica degli abitanti, il 99,29% era bianco e lo 0,71% apparteneva a due o più razze. La popolazione di ogni razza ispanica corrispondeva allo 0,71% degli abitanti.
Per quanto riguarda la suddivisione della popolazione in fasce d'età, il 19,3% era al di sotto dei 18, il 5,0% fra i 18 e i 24, il 30,7% fra i 25 e i 44, il 26,4% fra i 45 e i 64, mentre infine il 18,6% era al di sopra dei 65 anni di età. L'età media della popolazione era di 43 anni. Per ogni 100 donne residenti vivevano 109,0 maschi.